# Могилевська Наталія Олексіївна
Ната́лія Олексі́ївна Могиле́вська (справжнє прізвище Моги́ла) (2 серпня 1975 , Київ ) — українська акторка, телеведуча, співачка, продюсерка. Народна артистка України (2004).

## Життя і творчість

### Ранні роки
Народилася 2 серпня 1975 у Києві, навчалась у школі № 195 імені В. І. Кудряшова на Березняках, де закінчила 9 класів. У 1995 році після закінчення Київського естрадно-циркового училища протягом тривалого часу була акторкою, працювала в Театрі естради, єврейському театрі «Штерн».

### 1995—1997: Початок кар'єри
У 1995 році за підтримки Юрія Рибчинського розпочала сольну кар'єру. На «Червоній руті» в Сімферополі отримала диплом, а за місяць здобула перше місце на «Слов'янському базарі».
На початку 1996 року новим продюсером співачки став Олександр Ягольник, до лірико-драматичного репертуару додалися попшлягери. Влітку на Ялтинському фестивалі «Море друзів» посіла друге місце, поступившись Олександру Пономарьову.
Восени 1996 року вступила до Київського національного інституту культури та мистецтв, який закінчила у 1999 році.
Влітку 1997 року презентувала свій перший альбом «Ла-ла-ла», який розійшовся мільйоном копій.

### 1998—2003: «Ла-ла-ла»
Восени 1998 року припинила співпрацю з Ягольником, самостійно зайнялась продюсуванням, уклавши в лютому 1999 року контракт про співпрацю з «Таврійськими іграми». Результатом співпраці став випуск альбому із власних пісень під назвою «Тільки Я».
На премії «Золота Жар-птиця» в номінації «Пісня» серед трьох претендентів дві пісні Могилевської отримали призи: «Місяць» та «Только Я». «Місяць» було визнано найкращою піснею року в Україні, а сама Наталя Могилевська — найкращою співачкою. Навесні 2000 року розпочала всеукраїнське турне разом із гуртом.
В липні 2001 року вдруге поспіль названа найкращою співачкою України,  отримала перо Золотої жар-птиці. В жовтні на лейблі Nova Records опубліковано третій диск «Нетакая» — винятково російськомовний альбом.
Період розриву з композитором Олександром Ягольником став критичним у творчості співачки. Основним доробком цього періоду став випуск синглу «Зима» («Плюшевый мишка»), кліпу «Лимоновый фонарь». Друга половина 2003 року відзначилася одразу кількома подіями. Вийшла книга подруги співачки Лади Лузіної «Пригоди Наталі Могильової та відьми Іванни Карамазової», прообразами головних героїнь якої були та Лузіна.

### 2004—2007: «Відправила message»
На початку 2004 року була продюсеркою та ведучою програми «Шанс» на телеканалі «Інтер». Наприкінці листопада співачка представила альбом «Самое…Самое» у київському клубі «Дежавю». На пісню «Полюби меня такой» було знято кліп.
У січні та грудні 2005 року виходять кліпи «Ти знаєш» та «Немає правди в словах», у травні 2005 року співачка брала участь у фестивалі «Таврійські ігри».
У 2006 році відбулася презентація україномовного альбому «Відправила message». Того ж року вона з партнером Владом Ямою брала участь у телепроєкті «Танці з зірками», де здобула друге місце та перше місце в проєкті «Зірковий дует» (разом із продюсером «Шансу» Ігорем Кондратюком).
У 2007 році зйомки кліпу на пісню «Цей танець», презентація однойменного альбому й однойменний тур країною разом з партнером по «Танцях…» Владом Ямою. Сольний концерт у Києві в рамках туру «Цей танець». Восени пара взяла учать у третьому сезоні «Танців з зірками», де знову посіли друге місце.
У червні 2007 року повідомила про вихід із програми «Шанс», де вона була ведучою протягом 10 років. Однак після переходу проєкту на телеканал «1+1» Могилевська повернулася в проєкт, з яким успішно співпрацювала у 2008 році.

### 2008—2012: «Фабрики зірок»
Влітку 2008 року «Новий канал» запросив стати музичною продюсеркою другого сезону «Фабрики зірок».
Після колосального успіху проєкту «Фабрика зірок — 3», продюсером якої був Костянтин Меладзе, Новий канал запустив грандіозний проєкт «Фабрика зірок. Суперфінал», в якому однією з членів журі була (крім неї — генеральна директорка «Нового каналу» Ірина Лисенко та продюсер Костянтин Меладзе).
У 2010 році на телеканалі «1+1» стартував телепроєкт «Зірка+Зірка». Могилевська була співведучою шоу із Юрієм Горбуновим.

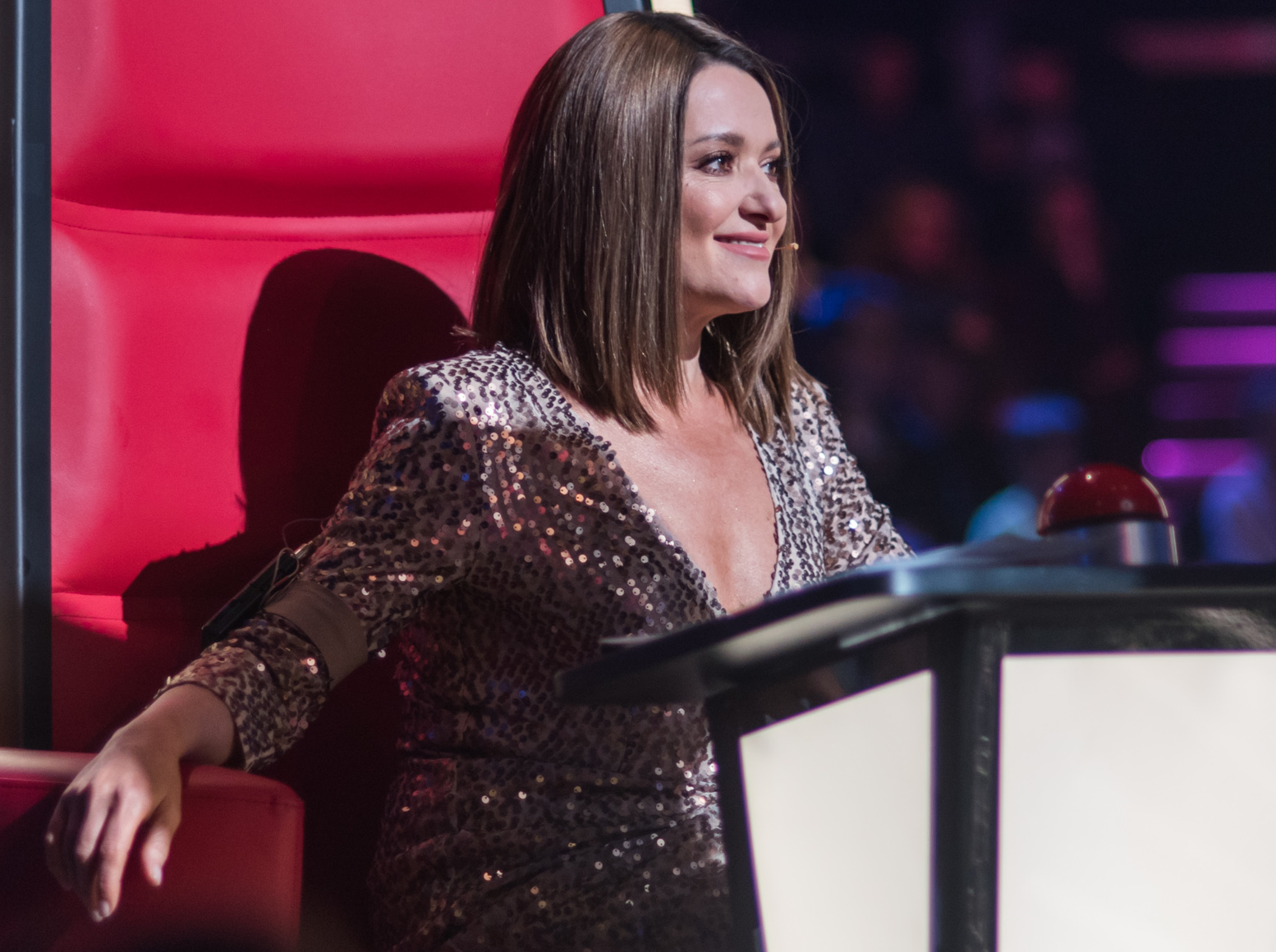
На фіналі «Голосу. Діти», 2017

### 2013—2019: «Танці з зірками-4»
У 2013 році Могилевська презентувала мініальбом «On-Line Проєкт», до якого увійшло 6 пісень.
1 лютого 2015 року співачка взяла участь у зйомках другого сезону вокального шоу «Голос. Діти» в ролі тренерки. 11 жовтня 2015 року відбулася прем'єра дитячого талант-шоу «Маленькі гіганти» на телеканалі «1+1», де вона була членкинею журі.
У 2017 році разом з Монатиком випустила російськомовний сингл «Я завелась». 27 серпня на телеканалі «1+1» відбулася прем'єра четвертого сезону «Танців з зірками», де Могилевській запропонували крісло судді, але вона відмовилась та натомість стала учасницею. У парі з Ігорем Кузьменком вона здобула перемогу. У листопаді Наталя Могилевська вдруге стала тренеркою вокального шоу «Голос Діти».
У березні 2019 року Могилевська заявила, що на певний час переїде до Харкова, де займатиметься з дітьми у філії своєї дитячої школи та буде суддею «Слобожанської Ліги Сміху».
У серпні 2019 року до Дня Незалежності України презентувала україномовну версію своєї пісні «В Києві осінь».

### 2022: Повномасштабне вторгнення РФ до України
Наталя Могилевська залишалась у Києві, готує виставу «Я вдома» з використанням віршів Юрія Рибчинського та власних пісень. Продюсеркою вистави стала Нонна Кондрашова.

## Дискографія

### Альбоми
- 1997 — «Ла-ла-ла»
- 1998 — «Подснежник»
- 1999 — «Только я»
- 2001 — «Нетакая»
- 2002 — «Зима»
- 2003 — «Самоє…Самоє»
- 2006 — «Відправила Message»
- 2007 — «Этот танец»
- 2008 — «Любила»
- 2013 — «On-line проєкт»
- 2020 — «Любов — то велика сила»

## Нагороди та номінації
| Рік  | Премія                     | Номінація                                                                     | Робота                        | Результат |
| ---- | -------------------------- | ----------------------------------------------------------------------------- | ----------------------------- | --------- |
| 1999 | Золота Жар-птиця           | Співачка                                                                      | Н/Д                           | Перемога  |
| 1999 | Золота Жар-птиця           | Пісня                                                                         | Місяць                        | Перемога  |
| 2001 | Золота Жар-птиця           | Співачка                                                                      | Н/Д                           | Перемога  |
| 2001 | Золота Жар-птиця           | Сольна програма українського виконавця                                        | Я — весна                     | Номінація |
| 2002 | Золота Жар-птиця           | Пісня                                                                         | Больше никогда не будет любви | Перемога  |
| 2002 | Золота Жар-птиця           | Відеокліп                                                                     | Больше никогда не будет любви | Перемога  |
| 2006 | Народна премія «Телезірка» | Найкраща телеведуча року                                                      | Н/Д                           | Перемога  |
| 2007 | Народна премія «Телезірка» | Пара року (разом із Владом Ямою)                                              | Танці з зірками               | Перемога  |
| 2007 | Viva! Найкрасивіші!        | Найкрасивіша жінка України                                                    | Н/Д                           | Перемога  |
| 2008 | Людина року                | Спеціальна премія газети «Комсомольская правда в Украине» — «Кумир українців» | Н/Д                           | Перемога  |
| 2008 | Viva! Найкрасивіші!        | Найкрасивіша жінка України                                                    | Н/Д                           | Номінація |
| 2009 | Viva! Найкрасивіші!        | Найкрасивіша жінка України                                                    | Н/Д                           | Номінація |
| 2010 | Viva! Найкрасивіші!        | Найкрасивіша жінка України                                                    | Н/Д                           | Номінація |
| 2012 | YUNA                       | Найкраща виконавиця                                                           | Н/Д                           | Номінація |
| 2012 | Viva! Найкрасивіші!        | Найкрасивіша жінка України                                                    | Н/Д                           | Номінація |
| 2013 | Viva! Найкрасивіші!        | Найкрасивіша жінка України                                                    | Н/Д                           | Номінація |
| 2017 | Viva! Найкрасивіші!        | Найкрасивіша жінка України                                                    | Н/Д                           | Номінація |
| 2017 | M1 Music Awards            | Хіт року                                                                      | Завелась                      | Номінація |
| 2017 | M1 Music Awards            | Золотий Грамофон                                                              | Завелась                      | Номінація |
| 2017 | M1 Music Awards            | Найкращий виступ на церемонії                                                 | Я танцевала / Завелась        | Номінація |
| 2017 | Музична платформа          | Найкраща пісня року                                                           | Завелась                      | Перемога  |
| 2017 | Музична платформа          | Найкраща пісня року                                                           | Все хорошо                    | Перемога  |
| 2018 | Viva! Найкрасивіші!        | Найкрасивіша жінка України                                                    | Н/Д                           | Номінація |
| 2018 | Музична платформа          | Найкраща пісня року                                                           | Я танцевала                   | Перемога  |
| 2019 | Ніч химер                  | Виклик року                                                                   | Н/Д                           | Перемога  |
| 2020 | Українська пісня року      | Найкраща пісня                                                                | Я Покохала                    | Перемога  |
| 2020 | Ніч химер                  | Завжди в тренді                                                               | Н/Д                           | Перемога  |
| 2020 | Музична платформа          | Найкраща пісня року                                                           | Белый самолет                 | Перемога  |
| 2021 | Українська пісня року      | Легенда української пісні                                                     | Відірватись від землі         | Перемога  |
| 2021 | Музична платформа          | Найкраща пісня року                                                           | До дна                        | Перемога  |
| 2021 | Зірка на «Площі зірок»     | Музика                                                                        | Н/Д                           | Перемога  |
| 2021 | Ніч химер                  | Наставниця року                                                               | Н/Д                           | Перемога  |
| 2022 | Українська пісня року      | Легенда української пісні                                                     | Н/Д                           | Перемога  |

## Нагороди
- 19 квітня 2001 року отримала звання «Заслужений артист України»[18].
- 29 грудня 2004 року президент України Леонід Кучма окремим указом за вагомий особистий внесок у розвиток українського пісенного мистецтва, високу виконавську майстерність надав Наталії Могилі (Могилевській) почесне звання «Народної артистки України»[1].
- Орден княгині Ольги III ст. (23 серпня 2022)  — за значні заслуги у зміцненні української державності, мужність і самовідданість, виявлені у захисті суверенітету та територіальної цілісності України, вагомий особистий внесок у розвиток різних сфер суспільного життя, відстоювання національних інтересів нашої держави, сумлінне виконання професійного обов'язку[19].

## Інше
На виборах Президента України 1999 року вона, разом з низкою інших виконавців, підтримувала Леоніда Кучму. На виборах 2004 року — Віктора Януковича, а на виборах 2010 року — Юлію Тимошенко.

## Особисте життя
- Перший шлюб — з українським бізнесменом Дмитром Чалим (2004—2005).
- Другий — з бізнесменом Єгором Долініним (2006—2011).[20]
- Наприкінці 2023 року повідомила, що з партнером Валентином удочерила двох дівчаток-сестер Софію (нар. 27 квітня 2020 р.) та Мішель (нар. 2012 р.).[21]